# Travaux personnels encadrés
Pour les articles homonymes, voir TPE.
 (novembre 2023).
Les travaux personnels encadrés (TPE), sont des travaux concernant les élèves de première au lycée, sur des domaines ciblés et répondant à une problématique. Ils concernent au 21ème siècle, dans les lycées français et dans les lycées homologuées à la France dans le monde (Liban, Pondichéry…), les 1res des séries générales (S, ES et L), et font l’objet d’une épreuve anticipée du baccalauréat. Les notes en dessous de la moyenne ne sont pas comptées dans cette épreuve.
Cette démarche pédagogique, largement inspirée des TIPE des classes préparatoires, et instaurée par le ministre de l'éducation Claude Allègre à la suite d'une enquête menée auprès des élèves de lycée en 1997, propose une alternative à l’enseignement magistral et se veut être une initiation à l’activité de recherche.
Du fait de l’imposition de cette réforme, la mise en place des TPE à partir de 2000 fut difficile sur le terrain, et l’expérience aurait pu se terminer en 2005 après la suppression de l’exercice en classe de terminale. Il est remplacé en terminale S - Sciences de l’Ingénieur par les PPE (projet pluritechnique encadré), lui-même remplacé en 2013 par le Projet Interdisciplinaire. Il perdure en classe de première pour les autres filières.
En 2020, les TPE sont définitivement supprimés, dans le cadre d'une réforme du lycée, et remplacés par un grand oral en classe de terminale.

## Historique
En 1997, une enquête sur la mise en place des TPE est réalisée auprès des lycéens. Afin de valider expérimentalement le concept dès l'année scolaire 1999-2000, une mise en application est opérée dans quelques classes par série dans chaque académie. Elle concerne alors seulement les classes de première, et doit aboutir à l'écriture d'un protocole de cadrage pour l'expérimentation.
L'année suivante (2000-2001) voit la généralisation de l'exercice à l'ensemble des classes de première des séries générales (littéraire, économique et sociale, scientifique).
L'introduction des TPE en classe terminale, en 2001-2002, permet aux mêmes élèves de passer une épreuve facultative au baccalauréat selon des modalités provisoires d'évaluation.
2002 voit la généralisation des TPE en classe terminale. L'épreuve reste facultative au baccalauréat, mais est affectée d'un coefficient 2 (seuls les points au-dessus de 10 étant reportés sur la note globale de l'examen).
En 2004, le projet de réforme du baccalauréat proposé par François Fillon, alors ministre de l'Éducation nationale, prévoit de supprimer les TPE en première comme en terminale, mais, face aux manifestations lycéennes contre ce projet de loi, ce dernier est finalement abandonné.
Par souci d'économie principalement, l'activité TPE est supprimée en 2005-2006 pour les élèves en classe terminale, mais reste obligatoire en classe de première. Afin de pérenniser l'activité, elle fait l'objet d'une épreuve obligatoire anticipée à partir de 2006 (comme l'épreuve de français). La note est alors reportée sur la session suivante, et dotée d'un coefficient 2. Seuls les points au-dessus de la moyenne sont pris en compte.

## Objectifs pédagogiques
- Initier à l’activité de recherche
- Proposer une alternative à l'enseignement magistral, une pédagogie différenciée
- Croiser des disciplines
- Faire travailler les élèves sur un projet à plusieurs

## Thèmes nationaux et sujets
Les textes officiels donnent des thèmes nationaux communs ou spécifiques aux séries du baccalauréat. Suffisamment vastes, ils doivent amener le chercheur à s’interroger sur des problèmes du monde qui l’entoure. Le sujet de TPE s’obtient par déclinaison du thème national. Sa définition précise fait partie du travail de recherche. Enfin la question posée, constituant la problématique, doit servir de fil conducteur à l’activité.
La réponse à la problématique doit se faire en toute humilité, et dans le cadre des concepts définis dans les programmes scolaires. Bien sûr, sous la bienveillance des enseignants, certains écarts peuvent être admis lorsqu’ils apportent à l’élève un réel épanouissement.
Officiellement, la définition des sujets est à la charge de l'élève. Il est préférable que les élèves réfléchissent avec leurs professeurs sur le sujet. À charge des enseignants de valider ce choix.
| Commun aux séries S, ES et L                                                                          | Commun aux séries S, ES et L                          | Commun aux séries S, ES et L                               |
| --- | ----------------------------------------------------- | ---------------------------------------------------------- |
| - Agir pour son avenir (nouveauté) - L’aléatoire, l’insolite, le prévisible - Individuel et collectif |                                                       |                                                            |
| Série ES                                                                                              | Série L                                               | Série S                                                    |
| - Mondialisation (nouveauté) - Les inégalités - L’argent                                              | - Frontières (nouveauté) - Le jeu - Lumière, lumières | - Transports et transferts - Structures - Matière et forme |

## Organisation

### Horaire et contexte de travail
Les TPE occupent deux heures de la semaine d’un lycéen, de préférence en un seul bloc. Il est prévu au maximum 18 semaines sur l’année (soit 36 heures). Cet horaire doit être équitablement réparti suivant trois grandes phases : une période de recherche (définition du sujet précis, prévision des moyens de développement, recherche bibliographique), une phase expérimentale ou d’analyse, et enfin la mise en forme des documents finaux.
Il ne s'agit pas d’une thèse de doctorat. Il est bien difficile pour un adolescent de distinguer la démarche du résultat. Et il n’est pas rare de les voir faire des heures supplémentaires pour peaufiner la production finale. Désormais l’ensemble des documents, pièces d’examen, doivent être remis avant une date butoir, sous peine de nullité.
Le travail se fait en classe entière avec la présence d’au moins un enseignant (voir paragraphe ci-dessous). Cependant le travail des élèves se fait par groupe permanent de deux à quatre membres : trois est un excellent compromis (recommandé par BO, voir références), puisqu’il limite le nombre de groupes à suivre (jusqu’à 13 sujets différents dans une classe), et permet à chacun dans un groupe de s’exprimer. On a plus d’idée à trois qu’à deux, et le risque de groupes trop grands est de voir certains élèves décrocher.
L’espace de travail est variable suivant les séries. Du fait de la diversité des sujets développés, la classe peut être éclatée dans l’établissement. Ainsi, le centre de documentation et d’information ou la salle multimédia sont les lieux privilégiés de la première phase. Les laboratoires spécialisés (sciences physiques et biologie, ateliers…), les salles de classe sont aussi mises à disposition. Cela pose effectivement un problème de surveillance (responsabilité des enseignants) et a fait l’objet d'un texte particulier au Bulletin officiel de l'Éducation nationale (BO no 2 du 11 janvier 2001 (note de service no 2001-007 du 8-1-2001).

### Pluridisciplinarité
L’idée forte des TPE est de décloisonner l’enseignement et amener les élèves au croisement des disciplines ainsi que le travail de groupe. Un des objectifs affichés étant la cohésion de l’équipe enseignante. En série scientifique, on peut ainsi retrouver le couple Mathématiques/Physique-chimie, Physique-chimie/SVT,SVT/Mathématiques ou encore SVT/Français, ou Maths/Français. En série économique et sociale, on peut ainsi retrouver le couple Histoire-Géographie/SES. 

### Encadrement pédagogique
Pour une classe, deux enseignants ont en charge le suivi des élèves, à raison d’une heure comptée pour chacun ce qui a provoqué la colère des syndicats. Les TPE occupent dans l’emploi du temps de chaque professeur concerné 1 heure par semaine sur 18 semaines, ce qui correspond, pour chaque professeur à une demi-heure par semaine pour une année entière, sauf pour la série S-SI où les TPE se déroulent pendant les heures d’enseignement.
Mais le principal paradoxe de la réforme, à ses débuts, reposait sur le volontariat des professeurs encadrant : même si l’exercice est obligatoire pour les élèves, les enseignants d’une classe pouvaient refuser une telle affectation. L’encadrement devant alors être assuré par des professeurs étrangers à la classe. Cette situation, nouvelle pour les enseignants, n’a finalement pas posé de réelles difficultés.

## L’évaluation pour le baccalauréat
L’évaluation se fait en trois parties :
1. Première partie de l’évaluation (sur 8 points) : les enseignants encadrant le TPE à l’issue de la réalisation du TPE (mais avant la soutenance orale) doivent évaluer la qualité la démarche personnelle et de l’investissement de chaque candidat au cours de l’élaboration du TPE. La réalisation d'un carnet de bord individuel ou collectif doit permettre non seulement aux élèves de mener à bien leur projet mais aussi aux professeurs de mieux les suivre et enfin de bien les évaluer.
2. Deuxième partie de l’évaluation (sur 6 points) : un jury composé généralement de deux enseignants, distincts des enseignants ayant encadré le groupe d'élèves, mais dont les disciplines sont identiques à celles des professeurs encadrants les TPE doivent noter :
  1. une synthèse individuelle remise par chaque élève de son projet. Celle-ci doit être obligatoirement dactylographiée. L’utilisation imposée de l’outil informatique pour sa rédaction s’inscrit dans le programme du Brevet informatique et internet (B2i), visant à familiariser l’ensemble des élèves à l’usage de l’outil. La fiche individuelle distingue le travail personnel fourni par rapport au travail du groupe, présente le TPE et son déroulement (sujet, problématique, questionnement, limites du sujet, choix effectués, étapes de travail…), et éventuellement une analyse critique et les impressions personnelles quant à l’expérience pédagogique vécue.
  2. Une production finale commune, illustrant le travail (mais distinct de la présentation orale) pouvant prendre diverses formes (dossier écrit, magazine, sketches, journal, diaporama, pages Web, expériences scientifiques, affiches, panneaux, maquette, ou tout autre forme qui paraisse judicieuse aux élèves).
3. Troisième partie de l’évaluation (sur 6 points) : le jury qui a évalué la synthèse individuelle et la production doit évaluer une soutenance orale. La prestation orale d’une durée globale correspondant à dix minutes par membre, se partage en deux étapes de durée équivalente : la présentation pendant laquelle le jury n’intervient pas (environ cinq minutes par candidat), et une discussion ouverte dirigée par les membres du jury et lui permettant d’évaluer l’implication de chaque candidat dans le projet (là aussi encore cinq minutes environ par candidat). Sont pris en considération dans la note, la clarté du discours, l’utilisation pertinente de documents (projections d’images, panneaux), la maîtrise des connaissances mises en jeu etc. Le juste partage du temps de parole est important.

Une commission d’harmonisation académique ou départementale se réunit à l’issue de l’épreuve orale pour harmoniser les notes. Cette commission est présidée par un inspecteur d’académie-inspecteur pédagogique régional. Elle est composée d’un membre de la commission d’évaluation de chaque établissement.
La commission d’harmonisation compare les moyennes et la répartition des notes par série et par établissement et en cas d’écarts notables modifie les notes.